# 金慈玉
金慈玉（韓語：김자옥；另譯：金子玉；1951年10月11日—2014年11月16日），韓國已故女演員。1970年通過文化廣播（MBC）第2期公開招募演員中以第一名的成績進入演藝圈；1984年與歌手吳承根結婚，在韓國是有名的恩愛夫妻；1988年生下兒子吳永煥。1996年是她的第二全盛期，以中年女演員的身份在MBC綜藝節目中扮演有公主病的女高中生而掀起“公主病”潮流；同年發布了第一張個人音樂專輯，主打歌曲《寂寞的公主》。在作品《鵲橋兄弟們》中成功轉型，塑造了潑辣的樸福子一角。參與綜藝節目時曾在節目中爆料稱自己在父母去世後一度患上了抑鬱症，在當時流行的歌曲《寂寞的公主》陪伴下才最終戰勝了抑鬱症。2008年被查出患有大腸癌，堅強的她邊拍劇邊接受治療，成功通過了28次放射治療。2013年，參與tvN綜藝節目《花樣姐姐》，與尹汝貞、金喜愛、李美妍、李昇基前往土耳其及克羅埃西亞，開展十一天十夜的歐洲旅行。個性可愛，開朗如青春少女般的她因此節目大受歡迎，廣為人熟悉。2014年11月16日上午因肺癌離世。

## 影視作品

### 電視劇
| 年度   | 播出頻道 | 劇名                     | 飾演                       |
| ------ | -------- | ------------------------ | -------------------------- |
| 1984年 | KBS      | 《煙火》                 |                            |
| 1989年 | KBS      | 《森林不睡》             |                            |
| 1989年 | KBS      | 《一半失敗》             |                            |
| 1996年 | KBS      | 《趙光祖》               |                            |
| 1997年 | SBS      | 《我們心中的幸福》       |                            |
| 1998年 | MBC      | 《害羞的戀人》           |                            |
| 1998年 | MBC      | 《看了又看》             | 姜时姬，歌舞團團長         |
| 1999年 | MBC      | 《青春》                 |                            |
| 1999年 | SBS      | 《忽然情人》             |                            |
| 2000年 | MBC      | 《快樂家庭》             |                            |
| 2001年 | KBS      | 《愛是這樣的》           |                            |
| 2001年 | MBC      | 《商道》                 | 美今母                     |
| 2003年 | SBS      | 《白手脫出》             |                            |
| 2003年 | SBS      | 《宗家餐廳》             |                            |
| 2003年 | KBS      | 《百萬朵玫瑰》           |                            |
| 2003年 | MBC      | 《屋塔房小貓》           |                            |
| 2003年 | KBS      | 《青青草》               |                            |
| 2004年 | EBS      | 《明東伯爵》             |                            |
| 2004年 | SBS      | 《百萬新娘》             |                            |
| 2005年 | MBC      | 《加油！金順》           | 金順的婆婆                 |
| 2005年 | MBC      | 《我叫金三順》           | 金三順的媽媽               |
| 2005年 | SBS      | 《不良主婦》             |                            |
| 2006年 | MBC      | 《姊姊》                 |                            |
| 2006年 | KBS      | 《透明人間崔長洙》       |                            |
| 2007年 | KBS      | 《比天高比地厚》         | 安惠京                     |
| 2007年 | MBC      | 《蘿蔔泡菜》             |                            |
| 2007年 | MBC      | 《咖啡王子1號店》        | 崔漢傑的養母               |
| 2007年 | KBS      | 《讓我們幸福的幾個問題》 |                            |
| 2007年 | KBS      | 《詐騙信用調查所》       |                            |
| 2008年 | KBS      | 《單身爸爸戀愛中》       | 林朱煥的媽媽               |
| 2008年 | KBS      | 《他們生活的世界》       | 一位演藝界的前輩           |
| 2008年 | SBS      | 《不良丈夫馴服記》       | 金福實                     |
| 2009年 | MBC      | 《穿透屋頂的High Kick》  | 金慈玉                     |
| 2009年 | KBS      | 《傻瓜》                 | 第14集客串尹柱尚的初戀情人 |
| 2010年 | KBS      | 《媽媽也漂亮》           | 李純真                     |
| 2011年 | KBS      | 《烏鵲橋兄弟》           | 朴福子                     |
| 2011年 | MBC      | 《絕不認輸》             | 洪金枝                     |
| 2013年 | SBS      | 《結婚三次的女人》       | 孫女士（俊久母）           |

### 電影
| 上映時間 | 電影                   |
| -------- | ---------------------- |
| 1976年   | 《普通女人》           |
| 1978年   | 《追逐殺人蝶的女》     |
| 1994年   | 《飛雪》               |
| 2003年   | 《我的野蠻女教師》     |
| 2005年   | 《珍妮.朱諾》          |
| 2006年   | 《三隻熊》             |
| 2009年   | 《洪吉童的後裔》       |
| 2013年   | 《不是誰的女兒的海媛》 |

## 綜藝節目演出
- KBS《Big Mama》
- SBS《TV律師所羅門》
- KBS2《香檳酒》
- SBS《捕獲的時刻》
- SBS《強心臟》終結者特輯
- SBS《早上好》
- SBS《維他命》E377期
- 2013年：tvN《花樣姐姐》（與尹汝貞、金喜愛、李美妍、李昇基）

## 音樂作品

### 正規專輯
- 1996年 : 首張正規專輯 《公主是寂寞》

## 大型頒獎禮獎項
- 1975年：韓國戲劇電影藝術獎
- 1975年：第2屆大韓民國放送獎
- 1975年：第11屆百想藝術大賞－TV部門 女子最優秀演技獎人氣獎
- 1976年：第12屆百想藝術大賞－電影部門 女子最優秀演技獎
- 1979年：第15屆百想藝術大賞－電影部門 女子最優秀演技獎
- 2000年：KBS演技大賞－最優秀演技獎
- 2006年：MBC演技大賞－中堅骨幹演員部門特別獎
- 2008年：SBS演技大賞－迷你劇部門最佳女配角獎
- 2011年：KBS演技大賞－長篇劇部門優秀演技獎
- 2014年：MBC演技大賞－功劳獎
- 2014年：KBS演技大賞－功劳獎
- 2014年：SBS演技大賞－功劳獎